# 24 Ore di Le Mans 1989

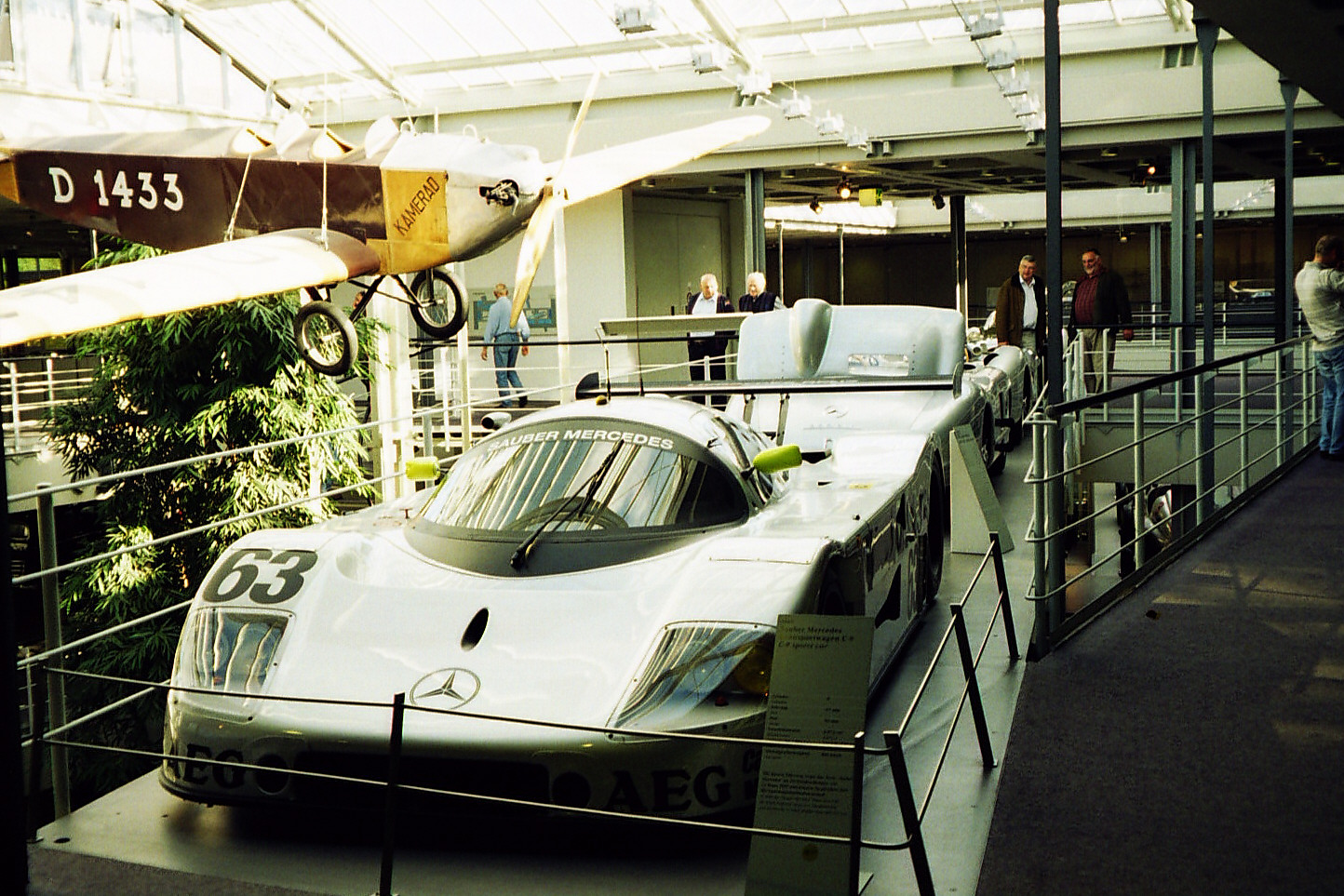
La Sauber C9 vincitrice della gara

La 24 Ore di Le Mans 1989 è stata la 57ª maratona automobilistica svoltasi sul Circuit de la Sarthe di Le Mans, in Francia, il 10 e il 11 giugno 1989. Hanno gareggiato assieme 3 classi di automobili da competizione, ognuna delle quali ha avuto il suo vincitore. Tutte vetture erano Sport Prototipi: la maggior parte erano costruiti secondo le norme FIA di Gruppo C, suddivisi in classi C1 e C2; è stata inoltre consentita la partecipazione di alcune vetture di classe GTP, costruite in base ai regolamenti IMSA.

## Contesto
In questa edizione le vetture con i favori dei pronostici sono le Sauber C9, che stanno dominando il Campionato del Mondo Sport Prototipi 1989, e che puntano al successo finale della maratona francese dopo l'amaro ritiro dell'anno precedente. Molto competitive anche le Jaguar XJR-9 e le numerose Porsche 962 schierate da squadre private. Sono presenti in forze anche importanti costruttori giapponesi come: Nissan, Toyota e Mazda; dopo diversi anni ritorna l'Aston Martin con una squadra ufficiale. Si tratta dell'ultimo anno in cui il circuito presenta il rettilineo dell'Hunaudières ininterrotto dove le vetture possono ancora sfruttare in pieno il loro potenziale velocistico, l'anno seguente verranno invece posizionate due chicane per limitare le velocità massime.

## Qualifiche
Nelle prove di qualificazione le Sauber Mercedes sono le più veloci,   2 vetture sono in prima fila, la numero 62 guidata da Jean Louis Schlesser ottiene la pole position con il tempo di 3:15:04 raggiungendo i 400 km/h di velocità massima sul rettilineo dell'Hunaudières, alle loro spalle due Jaguar staccate di 4 secondi, poi varie Porsche e altre Jaguar. La Sauber C9 numero 63 (poi vincitrice in corsa) ottiene l'11ª posizione in griglia di partenza.

## Gara
In gara le Sauber mantengono una strategia di attesa, restano coperte mantenendosi attorno alle prime posizioni, mentre Jaguar, Porsche e Nissan forzano il ritmo per costruire margine di vantaggio. La Jaguar numero 3 di Davy Jones va in testa e vi rimane quasi stabilmente incalzata dalla Porsche numero 9 di Bob Wollek e dalle Sauber, dopo 5 ore però si manifestano dei problemi al motore che la costringono al ritiro. Passa così al comando la Porsche numero 9, che resta in testa per oltre 4 ore, fino a che non viene rallentata da problemi meccanici e sopravvanzata dalla Jaguar numero 1 di Jan Lammers. Ma la domenica mattina anche la Jaguar deve rallentare per inconvenienti al cambio, che la fanno scivolare in classifica, vanno saldamente al comando 2 Sauber, l'esemplare pilotato da Mauro Baldi resta in testa per 15 giri, poi il pilota italiano compie un errore alla Curva Dunlop e viene sopravvanzato dall'altra Sauber C9.

La gara termina con le 2 Sauber al 1º e al 2º posto, vince la vettura guidata da Jochen Mass, Manuel Reuter e Stanley Dickens, con 5 giri di margine sui compagni di squadra; al 3º posto la Porsche 962C del Joest Racing, al 4º posto la Jaguar XJR-9 e al 5° l'altra Sauber C9.

## Classifica finale
I vincitori di classe sono scritti in grassetto e ombreggiati in giallo. Le vetture che non hanno coperto almeno il 70% della distanza coperta dal vincitore non vengono classificate. 
| Posizione | Classe | N°  | Squadra                               | Piloti                                                  | Vettura                               | Pneumatici | Giri |
| Posizione | Classe | N°  | Squadra                               | Piloti                                                  | Motore                                | Pneumatici | Giri |
| --------- | ------ | --- | ------------------------------------- | ------------------------------------------------------- | ------------------------------------- | ---------- | ---- |
| 1         | C1     | 63  | Team Sauber Mercedes                  | Jochen Mass Manuel Reuter Stanley Dickens               | Sauber C9                             | M          | 389  |
| 1         | C1     | 63  | Team Sauber Mercedes                  | Jochen Mass Manuel Reuter Stanley Dickens               | Mercedes-Benz M119 5.0L Turbo V8      | M          | 389  |
| 2         | C1     | 61  | Team Sauber Mercedes                  | Mauro Baldi Kenny Acheson Gianfranco Brancatelli        | Sauber C9                             | M          | 384  |
| 2         | C1     | 61  | Team Sauber Mercedes                  | Mauro Baldi Kenny Acheson Gianfranco Brancatelli        | Mercedes-Benz M119 5.0L Turbo V8      | M          | 384  |
| 3         | C1     | 9   | Joest Racing                          | Hans-Joachim Stuck Bob Wollek                           | Porsche 962C                          | G          | 382  |
| 3         | C1     | 9   | Joest Racing                          | Hans-Joachim Stuck Bob Wollek                           | Porsche Type-935 3.0L Turbo Flat-6    | G          | 382  |
| 4         | C1     | 1   | Silk Cut Jaguar Tom Walkinshaw Racing | Jan Lammers Patrick Tambay Andrew Gilbert-Scott         | Jaguar XJR-9LM                        | D          | 380  |
| 4         | C1     | 1   | Silk Cut Jaguar Tom Walkinshaw Racing | Jan Lammers Patrick Tambay Andrew Gilbert-Scott         | Jaguar 7.0L V12                       | D          | 380  |
| 5         | C1     | 62  | Team Sauber Mercedes                  | Jean-Louis Schlesser Jean-Pierre Jabouille Alain Cudini | Sauber C9                             | M          | 378  |
| 5         | C1     | 62  | Team Sauber Mercedes                  | Jean-Louis Schlesser Jean-Pierre Jabouille Alain Cudini | Mercedes-Benz M119 5.0L Turbo V8      | M          | 378  |
| 6         | C1     | 8   | Joest Racing                          | Henri Pescarolo Claude Ballot-Léna Jean-Louis Ricci     | Porsche 962C                          | G          | 371  |
| 6         | C1     | 8   | Joest Racing                          | Henri Pescarolo Claude Ballot-Léna Jean-Louis Ricci     | Porsche Type-935 3.0L Turbo Flat-6    | G          | 371  |
| 7         | GTP    | 201 | Mazdaspeed Co. Ltd.                   | Dave Kennedy Pierre Dieudonné Chris Hodgetts            | Mazda 767B                            | D          | 368  |
| 7         | GTP    | 201 | Mazdaspeed Co. Ltd.                   | Dave Kennedy Pierre Dieudonné Chris Hodgetts            | Mazda 13J 2.6L 4-Rotori               | D          | 368  |
| 8         | C1     | 4   | Silk Cut Jaguar Tom Walkinshaw Racing | Alain Ferté Michel Ferté Eliseo Salazar                 | Jaguar XJR-9LM                        | D          | 368  |
| 8         | C1     | 4   | Silk Cut Jaguar Tom Walkinshaw Racing | Alain Ferté Michel Ferté Eliseo Salazar                 | Jaguar 7.0L V12                       | D          | 368  |
| 9         | GTP    | 202 | Mazdaspeed Co. Ltd.                   | Takashi Yorino Hervé Regout Elliot Forbes-Robinson      | Mazda 767B                            | D          | 365  |
| 9         | GTP    | 202 | Mazdaspeed Co. Ltd.                   | Takashi Yorino Hervé Regout Elliot Forbes-Robinson      | Mazda 13J 2.6L 4-Rotori               | D          | 365  |
| 10        | C1     | 16  | Brun Motorsport                       | Harald Huysman Uwe Schäfer Dominique Lacaud             | Porsche 962C                          | Y          | 351  |
| 10        | C1     | 16  | Brun Motorsport                       | Harald Huysman Uwe Schäfer Dominique Lacaud             | Porsche Type-935 3.0L Turbo Flat-6    | Y          | 351  |
| 11        | C1     | 18  | Aston Martin Ecurie Ecosse            | Brian Redman Michael Roe Costas Los                     | Aston Martin AMR1                     | G          | 340  |
| 11        | C1     | 18  | Aston Martin Ecurie Ecosse            | Brian Redman Michael Roe Costas Los                     | Aston Martin (Callaway) RDP87 6.0L V8 | G          | 340  |
| 12        | GTP    | 203 | Mazdaspeed Co. Ltd.                   | Yojiro Terada Marc Duez Volker Weidler                  | Mazda 767                             | D          | 339  |
| 12        | GTP    | 203 | Mazdaspeed Co. Ltd.                   | Yojiro Terada Marc Duez Volker Weidler                  | Mazda 13J 2.6L 4-Rotori               | D          | 339  |
| 13        | C1     | 55  | Team Schuppan                         | Vern Schuppan Eje Elgh Gary Brabham                     | Porsche 962C                          | D          | 321  |
| 13        | C1     | 55  | Team Schuppan                         | Vern Schuppan Eje Elgh Gary Brabham                     | Porsche Type-935 3.0L Turbo Flat-6    | D          | 321  |
| 14        | C2     | 113 | Courage Compétition                   | Jean-Claude Andruet Philippe Farjon Shunji Kasuya       | Cougar C20B                           | G          | 312  |
| 14        | C2     | 113 | Courage Compétition                   | Jean-Claude Andruet Philippe Farjon Shunji Kasuya       | Porsche Type-935 2.8L Turbo Flat-6    | G          | 312  |
| 15        | C1     | 20  | Team Davey                            | Tim Lee-Davey Tom Dodd-Noble Katsunori Iketani          | Porsche 962C                          | D          | 308  |
| 15        | C1     | 20  | Team Davey                            | Tim Lee-Davey Tom Dodd-Noble Katsunori Iketani          | Porsche Type-935 3.0L Turbo Flat-6    | D          | 308  |
| 16        | C2     | 171 | Team Mako                             | Robbie Stirling Ross Hyett Don Shead                    | Spice SE88C                           | G          | 307  |
| 16        | C2     | 171 | Team Mako                             | Robbie Stirling Ross Hyett Don Shead                    | Ford Cosworth DFL 3.3L V8             | G          | 307  |
| 17        | C2     | 108 | Roy Baker Racing GP Motorsport        | Dudley Wood Evan Clements Philippe de Henning           | Spice SE87C                           | G          | 303  |
| 17        | C2     | 108 | Roy Baker Racing GP Motorsport        | Dudley Wood Evan Clements Philippe de Henning           | Ford Cosworth DFL 3.3L V8             | G          | 303  |
| 18        | C2     | 126 | France Prototeam                      | Jean Messaoudi Pierre-François Rousselot Thierry Lecerf | Argo JM19C                            | G          | 297  |
| 18        | C2     | 126 | France Prototeam                      | Jean Messaoudi Pierre-François Rousselot Thierry Lecerf | Ford Cosworth DFL 3.3L V8             | G          | 297  |
| 19        | C2     | 104 | Graff Racing                          | Jean-Philippe Grand Remy Pochauvin Jean-Luc Roy         | Spice SE89C                           | ?          | 291  |
| 19        | C2     | 104 | Graff Racing                          | Jean-Philippe Grand Remy Pochauvin Jean-Luc Roy         | Ford Cosworth DFL 3.3L V8             | ?          | 291  |
| 20 ABD    | C1     | 14  | Richard Lloyd Racing                  | Derek Bell James Weaver Tiff Needell                    | Porsche 962C GTi                      | G          | 339  |
| 20 ABD    | C1     | 14  | Richard Lloyd Racing                  | Derek Bell James Weaver Tiff Needell                    | Porsche Type-935 3.0L Turbo Flat-6    | G          | 339  |
| 21 ABD    | C1     | 10  | Porsche Kremer Racing                 | Kunimitsu Takahashi Bruno Giacomelli Giovanni Lavaggi   | Porsche 962C                          | Y          | 303  |
| 21 ABD    | C1     | 10  | Porsche Kremer Racing                 | Kunimitsu Takahashi Bruno Giacomelli Giovanni Lavaggi   | Porsche Type-935 3.0L Turbo Flat-6    | Y          | 303  |
| 22 ABD    | C1     | 25  | Nissan Motorsport                     | Geoff Brabham Chip Robinson Arie Luyendyk               | Nissan R89C                           | D          | 250  |
| 22 ABD    | C1     | 25  | Nissan Motorsport                     | Geoff Brabham Chip Robinson Arie Luyendyk               | Nissan VRH35Z 3.5L Turbo V8           | D          | 250  |
| 23 ABD    | C2     | 101 | Chamberlain Engineering               | Fermín Velez Nick Adams Luigi Taverna                   | Spice SE88C                           | G          | 244  |
| 23 ABD    | C2     | 101 | Chamberlain Engineering               | Fermín Velez Nick Adams Luigi Taverna                   | Ford Cosworth DFL 3.3L V8             | G          | 244  |
| 24 ABD    | C1     | 17  | Repsol Brun Motorsport                | Oscar Larrauri Walter Brun Jésus Pareja                 | Porsche 962C                          | Y          | 242  |
| 24 ABD    | C1     | 17  | Repsol Brun Motorsport                | Oscar Larrauri Walter Brun Jésus Pareja                 | Porsche Type-935 3.0L Turbo Flat-6    | Y          | 242  |
| 25 ABD    | C1     | 21  | Spice Engineering                     | Ray Bellm Gordon Spice Lyn St. James                    | Spice SE89C                           | G          | 229  |
| 25 ABD    | C1     | 21  | Spice Engineering                     | Ray Bellm Gordon Spice Lyn St. James                    | Ford Cosworth DFZ 3.5L V8             | G          | 229  |
| 26 ABD    | C1     | 15  | Richard Lloyd Racing                  | Steven Andskär David Hobbs Damon Hill                   | Porsche 962C GTi                      | G          | 228  |
| 26 ABD    | C1     | 15  | Richard Lloyd Racing                  | Steven Andskär David Hobbs Damon Hill                   | Porsche Type-935 3.0L Turbo Flat-6    | G          | 228  |
| 27 ABD    | C1     | 32  | Team LeMans Co. Courage Compétition   | Takao Wada Akio Morimoto Anders Olofsson                | March 88S                             | Y          | 221  |
| 27 ABD    | C1     | 32  | Team LeMans Co. Courage Compétition   | Takao Wada Akio Morimoto Anders Olofsson                | Nissan VG30 3.0L Turbo V6             | Y          | 221  |
| 28 ABD    | C1     | 2   | Silk Cut Jaguar Tom Walkinshaw Racing | John Nielsen Andy Wallace Price Cobb                    | Jaguar XJR-9LM                        | D          | 215  |
| 28 ABD    | C1     | 2   | Silk Cut Jaguar Tom Walkinshaw Racing | John Nielsen Andy Wallace Price Cobb                    | Jaguar 7.0L V12                       | D          | 215  |
| 29 ABD    | C2     | 106 | Porto Kaleo Team                      | Robin Smith Vito Veninta Stefano Sebastiani             | Tiga GC288                            | G          | 194  |
| 29 ABD    | C2     | 106 | Porto Kaleo Team                      | Robin Smith Vito Veninta Stefano Sebastiani             | Ford Cosworth DFL 3.3L V8             | G          | 194  |
| 30 ABD    | C1     | 34  | Equipe Alméras Fréres                 | Jacques Alméras Jean-Marie Alméras Alain Ianetta        | Porsche 962C                          | G          | 188  |
| 30 ABD    | C1     | 34  | Equipe Alméras Fréres                 | Jacques Alméras Jean-Marie Alméras Alain Ianetta        | Porsche Type-935 3.0L Turbo Flat-6    | G          | 188  |
| 31 ABD    | C1     | 12  | Courage Compétition                   | Patrick Gonin Bernard de Dryver Bernard Santal          | Cougar C22LM                          | G          | 168  |
| 31 ABD    | C1     | 12  | Courage Compétition                   | Patrick Gonin Bernard de Dryver Bernard Santal          | Porsche Type-935 3.0L Turbo Flat-6    | G          | 168  |
| 32 ABD    | C1     | 23  | Nissan Motorsports                    | Masahiro Hasemi Kazuyoshi Hoshino Toshio Suzuki         | Nissan R89C                           | D          | 167  |
| 32 ABD    | C1     | 23  | Nissan Motorsports                    | Masahiro Hasemi Kazuyoshi Hoshino Toshio Suzuki         | Nissan VRH35Z 3.5L Turbo V8           | D          | 167  |
| 33 ABD    | C1     | 19  | Aston Martin Ecurie Ecosse            | David Leslie Ray Mallock David Sears                    | Aston Martin AMR1                     | G          | 153  |
| 33 ABD    | C1     | 19  | Aston Martin Ecurie Ecosse            | David Leslie Ray Mallock David Sears                    | Aston Martin (Callaway) RDP87 6.0L V8 | G          | 153  |
| 34 ABD    | C1     | 22  | Spice Engineering                     | Thorkild Thyrring Wayne Taylor Tim Harvey               | Spice SE89C                           | G          | 150  |
| 34 ABD    | C1     | 22  | Spice Engineering                     | Thorkild Thyrring Wayne Taylor Tim Harvey               | Ford Cosworth DFZ 3.5L V8             | G          | 150  |
| 35 ABD    | C2     | 103 | France Prototeam                      | Bernard Thuner Philippe de Thoisy Raymond Touroul       | Spice SE88C                           | G          | 133  |
| 35 ABD    | C2     | 103 | France Prototeam                      | Bernard Thuner Philippe de Thoisy Raymond Touroul       | Ford Cosworth DFL 3.3L V8             | G          | 133  |
| 36 ABD    | C2     | 107 | Tiga Race Team                        | Max Cohen-Olivar John Sheldon Robin Donovan             | Tiga GC289                            | G          | 126  |
| 36 ABD    | C2     | 107 | Tiga Race Team                        | Max Cohen-Olivar John Sheldon Robin Donovan             | Ford Cosworth DFL 3.3L V8             | G          | 126  |
| 37 ABD    | C1     | 7   | Joest Racing                          | Frank Jelinski Pierre-Henri Raphanel Louis Krages       | Porsche 962C                          | G          | 124  |
| 37 ABD    | C1     | 7   | Joest Racing                          | Frank Jelinski Pierre-Henri Raphanel Louis Krages       | Porsche Type-935 3.0L Turbo Flat-6    | G          | 124  |
| 38 ABD    | C1     | 52  | WM Secateva                           | Pascal Pessiot Jean-Daniel Raulet Philippe Gache        | WM P489                               | M          | 110  |
| 38 ABD    | C1     | 52  | WM Secateva                           | Pascal Pessiot Jean-Daniel Raulet Philippe Gache        | Peugeot ZNS4 3.0L Turbo V6            | M          | 110  |
| 39 ABD    | C1     | 13  | Courage Compétition                   | Pascal Fabre Jean-Louis Bousquet Jiro Yoneyama          | Cougar C22LM                          | G          | 110  |
| 39 ABD    | C1     | 13  | Courage Compétition                   | Pascal Fabre Jean-Louis Bousquet Jiro Yoneyama          | Porsche Type-935 3.0L Turbo Flat-6    | G          | 110  |
| 40 ABD    | C2     | 102 | Chamberlain Engineering               | John Hotchkis Sr. John Hotchkis Jr. Richard Jones       | Spice SE86C                           | G          | 86   |
| 40 ABD    | C2     | 102 | Chamberlain Engineering               | John Hotchkis Sr. John Hotchkis Jr. Richard Jones       | Hart 418T 1.8L Turbo I4               | G          | 86   |
| 41 ABD    | C1     | 3   | Silk Cut Jaguar Tom Walkinshaw Racing | Davy Jones Derek Daly Jeff Kline                        | Jaguar XJR-9LM                        | D          | 85   |
| 41 ABD    | C1     | 3   | Silk Cut Jaguar Tom Walkinshaw Racing | Davy Jones Derek Daly Jeff Kline                        | Jaguar 7.0L V12                       | D          | 85   |
| 42 ABD    | C1     | 27  | Repsol Brun Motorsport                | Rudi Seher Franz Konrad Andres Vilariño                 | Porsche 962C                          | Y          | 81   |
| 42 ABD    | C1     | 27  | Repsol Brun Motorsport                | Rudi Seher Franz Konrad Andres Vilariño                 | Porsche Type-935 3.0L Turbo Flat-6    | Y          | 81   |
| 43 ABD    | C1     | 5   | Brun Motorsport From-A Racing         | Harald Grohs Akihiko Nakaya Sarel van der Merwe         | Porsche 962C                          | Y          | 78   |
| 43 ABD    | C1     | 5   | Brun Motorsport From-A Racing         | Harald Grohs Akihiko Nakaya Sarel van der Merwe         | Porsche Type-935 3.0L Turbo Flat-6    | Y          | 78   |
| 44 ABD    | C2     | 177 | Automobiles Louis Descartes (ALD)     | Alain Serpaggi Yves Hervalet Louis Descartes            | ALD C289                              | G          | 75   |
| 44 ABD    | C2     | 177 | Automobiles Louis Descartes (ALD)     | Alain Serpaggi Yves Hervalet Louis Descartes            | Ford Cosworth DFL 3.3L V8             | G          | 75   |
| 45 ABD    | C1     | 33  | Team Schuppan                         | Will Hoy Jean Alesi Dominic Dobson                      | Porsche 962C                          | D          | 69   |
| 45 ABD    | C1     | 33  | Team Schuppan                         | Will Hoy Jean Alesi Dominic Dobson                      | Porsche Type-935 3.0L Turbo Flat-6    | D          | 69   |
| 46 ABD    | C1     | 72  | Obermaier Racing Primagaz Competition | Jürgen Lässig Pierre Yver Paul Belmondo                 | Porsche 962C                          | G          | 61   |
| 46 ABD    | C1     | 72  | Obermaier Racing Primagaz Competition | Jürgen Lässig Pierre Yver Paul Belmondo                 | Porsche Type-935 3.0L Turbo Flat-6    | G          | 61   |
| 47 ABD    | C1     | 37  | Toyota Team Tom's                     | Geoff Lees Johnny Dumfries John Watson                  | Toyota 89C-V                          | B          | 58   |
| 47 ABD    | C1     | 37  | Toyota Team Tom's                     | Geoff Lees Johnny Dumfries John Watson                  | Toyota R32V 3.2L Turbo V8             | B          | 58   |
| 48 ABD    | C2     | 151 | Pierre-Alain Lombardi                 | Pierre-Alain Lombardi Bruno Sotty Fabio Magnini         | Spice SE86C                           | G          | 58   |
| 48 ABD    | C2     | 151 | Pierre-Alain Lombardi                 | Pierre-Alain Lombardi Bruno Sotty Fabio Magnini         | Ford Cosworth DFL 3.3L V8             | G          | 58   |
| 49 ABD    | C1     | 6   | Brun Motorsport Alpha Racing Team     | Maurizio Sandro Sala Walter Lechner Roland Ratzenberger | Porsche 962C                          | Y          | 58   |
| 49 ABD    | C1     | 6   | Brun Motorsport Alpha Racing Team     | Maurizio Sandro Sala Walter Lechner Roland Ratzenberger | Porsche Type-935 3.0L Turbo Flat-6    | Y          | 58   |
| 50 ABD    | C1     | 36  | Toyota Team Tom's                     | Hitoshi Ogawa Paolo Barilla Ross Cheever                | Toyota 89C                            | B          | 45   |
| 50 ABD    | C1     | 36  | Toyota Team Tom's                     | Hitoshi Ogawa Paolo Barilla Ross Cheever                | Toyota R32V 3.2L Turbo V8             | B          | 45   |
| 51 ABD    | C1     | 11  | Porsche Kremer Racing                 | Hideki Okada George Fouché Masanori Sekiya              | Porsche 962CK6                        | Y          | 42   |
| 51 ABD    | C1     | 11  | Porsche Kremer Racing                 | Hideki Okada George Fouché Masanori Sekiya              | Porsche Type-935 3.0L Turbo Flat-6    | Y          | 42   |
| 52 ABD    | C2     | 105 | Porto Kaleo Team Noël del Bello       | Jean-Claude Justice Noël del Bello Jean-Claude Ferrarin | Tiga GC289                            | G          | 36   |
| 52 ABD    | C2     | 105 | Porto Kaleo Team Noël del Bello       | Jean-Claude Justice Noël del Bello Jean-Claude Ferrarin | Ford Cosworth DFL 3.3L V8             | G          | 36   |
| 53 ABD    | C1     | 38  | Toyota Team Tom's                     | Kaoru Hoshino Didier Artzet Keiichi Suzuki              | Toyota 88C                            | B          | 20   |
| 53 ABD    | C1     | 38  | Toyota Team Tom's                     | Kaoru Hoshino Didier Artzet Keiichi Suzuki              | Toyota 3S-GTM 2.1L Turbo I4           | B          | 20   |
| 54 ABD    | C2     | 175 | ADA Engineering                       | Ian Harrower Laurence Bristow Colin Pool                | ADA 02B                               | ?          | 14   |
| 54 ABD    | C2     | 175 | ADA Engineering                       | Ian Harrower Laurence Bristow Colin Pool                | Ford Cosworth DFL 3.3L V8             | ?          | 14   |
| 55 ABD    | C1     | 24  | Nissan Motorsports                    | Julian Bailey Mark Blundell Martin Donnelly             | Nissan R89C                           | D          | 5    |
| 55 ABD    | C1     | 24  | Nissan Motorsports                    | Julian Bailey Mark Blundell Martin Donnelly             | Nissan VRH35Z 3.5L Turbo V8           | D          | 5    |
| NP        | C1     | 51  | WM Secateva                           | Roger Dorchy Michel Maisonneuve Philippe Gache          | WM P489                               | M          | -    |
| NP        | C1     | 51  | WM Secateva                           | Roger Dorchy Michel Maisonneuve Philippe Gache          | Peugeot ZNS4 3.0L Turbo V6            | M          | -    |
| NQ        | C1     | 26  | Mussato Action Car                    | Almo Coppelli Franco Scapini Ernst Franzmaier           | Lancia LC2                            | D          | -    |
| NQ        | C1     | 26  | Mussato Action Car                    | Almo Coppelli Franco Scapini Ernst Franzmaier           | Ferrari 308C 3.0L Turbo V8            | D          | -    |
| NQ        | C2     | 176 | Automobiles Louis Descartes           | Thierry Serfaty Sylvain Boulay William Batmalle         | ALD 04                                | G          | -    |
| NQ        | C2     | 176 | Automobiles Louis Descartes           | Thierry Serfaty Sylvain Boulay William Batmalle         | BMW M80 3.5L I6                       | G          | -    |
| NQ        | C2     | 178 | Didier Bonnet                         | Didier Bonnet Gérard Tremblay Gérard Cuynet             | ALD 05                                | A          | -    |
| NQ        | C2     | 178 | Didier Bonnet                         | Didier Bonnet Gérard Tremblay Gérard Cuynet             | BMW M80 3.5L I6                       | A          | -    |
| NQ        | C2     | 179 | Didier Bonnet                         | Jean-Luc Colin François Cardon Yves Bey-Rozet           | ALD 06                                | G          | -    |
| NQ        | C2     | 179 | Didier Bonnet                         | Jean-Luc Colin François Cardon Yves Bey-Rozet           | BMW M80 3.5L I6                       | G          | -    |

Leggenda:
- NP=Non partita - ABD=Abbandono - NQ= Non qualificata- NC=Non classicicata

## Statistiche
- Pole Position - Jean-Louis Schlesser su Sauber C9 numero 62 Team Sauber Mercedes - 3:15.040 alla media di 249,826 km/h
- Giro più veloce in gara - Alain Ferté su Jaguar XJR-9LM numero 4 Silk Cut Jaguar in 3:21.093 alla media di 242 km/h
- Distanza - 5.265 115 km
- Velocità media - 219,990 km/h
- Velocità massime - Jaguar XJR-9LM 389 km/h (in gara), Sauber C9 - 400 km/h (in qualifica)

## Giri al comando
- #61 Sauber C9 - Team Sauber Mercedes: 17 (1 /237-252)
- #3 Jaguar XJR 9 - Silk Cut Jaguar: 41 (2-12 / 15-24 / 28-38 / 42-50)
- #9 Porsche 962 C - Joest Racing: 109 (13 / 25-27 / 39-41 / 51-152)
- #1 Jaguar XJR 9 - Silk Cut Jaguar: 82 (14/ 153-233)
- #63 Sauber C9 - Team Sauber Mercedes: 140 (234-236 / 253-389)